# Rozpoznawanie
Rozpoznawanie - forma pamiętania informacji i proces pamięciowy, który polega na dopasowaniu kodowanej informacji do tych, które już są zgromadzone w pamięci. W efekcie jest się w stanie rozpoznać, czy dana informacja jest znana, czy jest nowa.
Rozpoznawanie jest zwykle o wiele łatwiejsze niż odtwarzanie z pamięci, pod warunkiem, że prezentowane bodźce są do siebie niepodobne. Im bardziej egzotyczne i charakterystyczne są informacje zakodowane w pamięci, tym łatwiej jest je rozpoznać.
Aby proces rozpoznawania mógł się pojawić, konieczne jest zaktywizowanie odpowiednich danych, zmagazynowanych w pamięci długotrwałej. 
W psychologii poznawczej termin "rozpoznawanie" używany jest także do określenia procesu identyfikowania bodźców wzrokowych.

## Literatura
- Kosslyn S.M., Rosenberg R.S (2006). Psychologia. Mózg, człowiek, świat. Kraków: Wydawnictwo Znak. ISBN 978-83-240-0734-9. ISBN 83-240-0734-2.
- Maruszewski T. (2001). Psychologia poznania. Gdańsk: Gdańskie Wydawnictwo Psychologiczne. ISBN 83-87957-51-8